# Толе-би (Илийский район)
Толе-би (каз. Төле-би) — село в составе Илийского района Алматинской области Казахстана. Входит в состав Ащибулакского сельского округа.
Село было образовано в 2010 году на месте населённого пункта МТФ (молочная товарная ферма)